# Naval War College

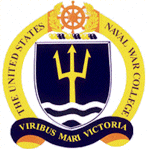
Heraldiskt vapen

Naval War College (NWC eller NAVWARCOL) är sedan 1884 den amerikanska marinens skola för högre militär utbildning. Den är förlagd på Naval Station Newport i Newport, Rhode Island.
Skolans elever kommer ur alla vapenslag, även om flottans är i majoritet. Elever som antas till skolan bedöms nå de högre nivåerna inom USA:s väpnade styrkor. Dessutom deltager militära elever från mer än 50 länder, civila studerande från amerikanska utrikesdepartementet, FBI, kustbevakningen och andra civila organisationer. Den första utländska eleven kom från Sverige och antogs 1894.

## Bakgrund
Skolan har haft berömdheter som flottiljamiralen Alfred T. Mahan och konteramiralen Stephen B. Luce som lärare. Efter det andra världskriget tjänstgjorde amiralen Raymond A. Spruance, hjälte från slagen vid Midway och Leyte, som rektor. Denne formade en högre militär utbildningsinstans av världsklass. Hela återtagandet av Stilla havet och senare segern över Stor-Japan under andra världskriget planlades vid skolan, en plan benämnd War Plan Orange, som övats och slipats på sedan 1907.
Skolan har två huvudsakliga kurser med samma sakinnehåll men olika elevindelning, en för kommendörer/överstar och kommendörkaptener/överstelöjtnanter (College of Naval Warfare) och en för örlogskaptener/majorer (College of Naval Command and Staff).
För skolans internationella elever motsvaras dessa av Naval Command College och Naval Staff College.
Vid skolan bedrivs, förutom utbildning, utveckling av styrande marina skrifter, doktriner och läromedel. Skolan står också värd för Naval Justice School, Naval Warfare Development Center samt Chief of Naval Operations Study Group.